# Mbuye
Mbuye è un comune del Burundi situato nella provincia di Muramvya con 55.342 abitanti (censimento 2008).

## Geografia antropica

### Suddivisioni amministrative
Il comune è suddiviso in 26 colline.